# It'll Be Okay
It'll Be Okay è un singolo del cantante canadese Shawn Mendes, pubblicato il 1º dicembre 2021.

## Descrizione
It'll Be Okay è una ballata di pianoforte composta in chiave di Sol maggiore con un tempo di 76-80 battiti per minuto. Nel testo il cantante riflette sulla sua relazione con Camila Cabello, terminata nel novembre 2021 dopo due anni e mezzo.

## Tracce
Testi e musiche di Shawn Mendes, Scott Harris, Mike Sabath e Eddie Benjamin.
1. It'll Be Okay – 3:43

## Classifiche

### Classifiche settimanali
| Classifica (2021-22) | Posizione massima |
| -------------------- | ----------------- |
| Austria              | 30                |
| Belgio (Vallonia)    | 16                |
| Canada               | 46                |
| Croazia              | 85                |
| Francia              | 95                |
| Germania             | 53                |
| Grecia               | 89                |
| Irlanda              | 53                |
| Islanda              | 24                |
| Libano               | 19                |
| Lituania             | 84                |
| Norvegia             | 6                 |
| Paesi Bassi          | 23                |
| Portogallo           | 45                |
| Regno Unito          | 57                |
| Repubblica Ceca      | 58                |
| Singapore            | 21                |
| Slovacchia           | 91                |
| Stati Uniti          | 102               |
| Sudafrica            | 88                |
| Svezia               | 24                |
| Svizzera             | 8                 |
| Vietnam              | 88                |

### Classifiche di fine anno
| Classifica (2022) | Posizione |
| ----------------- | --------- |
| Belgio (Fiandre)  | 174       |
| Belgio (Vallonia) | 73        |
| Paesi Bassi       | 93        |
| Svizzera          | 24        |